# Heinrich Egon Hansen
Heinrich Egon Hansen (* 8. Mai 1930 in Wulsdorf; † 31. Oktober 1996 in Bremerhaven) war ein deutscher Lehrer und Schulrat. Bekannt wurde er als Laienschauspieler und  Förderer von Heimatpflege und Regionalgeschichte zwischen Weser und Elbe.

## Leben
Hansen war Sohn des Konrektors Diedrich Hansen. Er wuchs in Wulsdorf auf und besuchte von 1940 bis 1950 (mit kriegsbedingten Unterbrechungen) das Realgymnasium in Geestemünde, das wohl noch zu Hansens Zeit zur Wilhelm-Raabe-Schule wurde. Nach dem Studium an der Pädagogischen Hochschule in Göttingen trat er 1952 in den Schuldienst des Landes Niedersachsen. Bis 1959 unterrichtete er an der Volksschule in Schiffdorf. Danach war er Lehrer und – nach einer 1962 abgelegten Zusatzprüfung – Mittelschullehrer in Dorum. 1964 wechselte er als Mittelschulrektor an die Haupt- und Realschule in Bederkesa. 1972 wurde er zum Schulrat des Schulaufsichtskreises vom Landkreis Wesermünde berufen. Ab 1975 war die Amtsbezeichnung Schulamtsdirektor, ab 1980 war er Dezernent des Schulaufsichtsamts Cuxhaven im neuen Landkreis Cuxhaven. Mit Erreichen der Altersgrenze wurde er 1995 pensioniert.
Er war Sprecher der Junglehrer im Landkreis Wesermünde (1953–1956) und leitete Fachseminare. Er saß in Prüfungskommissionen für Lehrer und Realschullehrer (1966–1972). Gewählt wurde er 1966 in den Lehrerbezirkspersonalrat, dessen Vorsitzender er 1970–1972 war. In der Gewerkschaft Erziehung und Wissenschaft war er Vorsitzender des Kreislehrerverbandes Wesermünde (1962–1974) und stellvertretender Vorsitzender des Bezirkslehrervereins Stade.

### Niederdeutsches Theaterengagement
Seit 1946 Mitglied der Niederdeutschen Bühne „Waterkant“, wirkte er über viele Jahre als Vorstandsmitglied und in vielen Inszenierungen als glaubhafter Darsteller. 1957 rief er die beliebten sommerlichen Herdabende im Geestbauernhaus des Freilichtmuseums Speckenbüttel ins Leben. Er wählte die Texte aus und führte bis 1996 Regie.

### Sport
Ab 1954 amtierte er im Sportkreis Wesermünde als Jugend- und Sportwart. Seit 1956 redigierte er die alljährlichen Festschriften für die Kreissportfeste Wesermünde.

### Heimatkunde
Seinen intensivsten Wirkungskreis erschloss sich Hansen auf dem Gebiet der Heimatpflege und der regionalen Geschichtsforschung. Schon 1948, mit 18 Jahren, war er Mitglied der Männer vom Morgenstern. Seit den 1960er Jahren übernahm er wachsende Aufgaben. 1972 folgte er Ernst Klemeyer als Vorsitzender des Heimatbundes. Dieser Wahl folgten zahlreiche Berufungen in weitere Ehrenämter und breitgestreute Aktivitäten im Elbe-Weser-Dreieck:
- Beirat des Niedersächsischen Heimatbundes (1970)
- Stellvertretender Vorsitzender der Landschaft der Herzogtümer Bremen und Verden (ab 1973)
- Leiter des Plattdeutschen Lesewettbewerbs des Landschaftsverbandes (ab 1977)
- Beiratsmitglied des Bauernhausvereins Lehe (ab 1980)
- Beiratsmitglied der Hermann-Allmers-Gesellschaft in Rechtenfleth (ab 1983)
- Beiratsmitglied des Instituts für niederdeutsche Sprache in Bremen (ab 1983)
- Ausschussvorsitzender der „Theater“ des Landschaftsverbandes Stade (ab 1984)
- Präsidiumsmitglied (1989) und Vizepräsident (1993) des Niedersächsischen Heimatbundes

### Veröffentlichungen
Seine umfangreiche Vortragstätigkeit machte Hansen vor allem in Nordniedersachsen bekannt. Er publizierte im Nordsee-Kalender und im Niederdeutschen Heimatblatt der Männer vom Morgenstern, die ihn 1971 in den Redaktionsausschuss wählten. Als Vorsitzender des Herausgeberausschusses gestaltete er ab 1974 das Jahrbuch der Männer vom Morgenstern.

## Ehrungen
- Goldene Ehrennadel des Kreissportbundes Wesermünde (1974)
- Goldene Ehrennadel des Niederdeutschen Bühnenbundes Niedersachsen und Bremen (1986)
- Hermann-Allmers-Preis (1989)
- Goldene Ehrennadel des Landessportbundes Niedersachsen (1990)
- Ehrenzeichen des Landkreises Cuxhaven in Silber (1991)
- Niedersächsischer Verdienstorden (1991)
- Quickborn-Preis (1996)